# Dahlica thessaliensis
Dahlica thessaliensis is een vlinder uit de familie zakjesdragers (Psychidae). De wetenschappelijke naam van deze soort is voor het eerst geldig gepubliceerd in 2008 door Weidlich.
De soort komt voor in Europa.